# 카우산틴 3세 막 킬렌
카우산틴 막 킬렌(중세 아일랜드어: Causantín mac Cuiléin, 스코틀랜드 게일어: Còiseam mac Chailein, 970년경 - 997년) 탈모왕(라틴어: Calvus, 영어: the Bald)은 995년에서 997년 사이에 알바 왕국의 왕이었다. 킬렌 막 일둘브의 아들이다.
페르둔의 존(14세기 사람)에 따르면 카우산틴의 전임 왕이자 그 사촌인 키나드 2세는 왕위 상속 제도를 전통적인 선거군주제인 타니스트리에서 세습군주제로 바꾸어 자신의 후손들이 왕위를 독점하게 만들려고 시도했다. 이에 불만을 품은 카우산틴과 키나드 막 두브(키나드 3세)가 작당해 음모를 꾸몄고, 키나드 2세에게 외아들이 죽어 원한을 갖고 있던 앙구스 백작 쿤카르의 딸 핀구얼라(Finnguala)가 키나드 2세를 죽이게 만들었다. 한편 윌리엄 포브스 스케네가 수집한 픽트인과 스코트인의 연대기에서는 핀구얼라가 원한을 품고 키나드 2세를 죽였다는 기록은 있지만 카우산틴과 키나드 3세가 여기에 연관되었다는 기록은 없다. 다만 이 기록들은 모두 12-13세기에 쓰여진 것들이고, 동시대에 쓰여진 울라 편년사에서는 그저 키나드 2세가 음모에 의해 죽었다고만 되어 있고 누가 죽였는지는 밝히고 있지 않다.
티게르나크의 편년사에 따르면 카우산틴은 997년 내전 와중에 죽었다. 같은 해 어스트라드클리드 왕 말 콜룸 막 돔날도 죽었다고 하는데, 이 두 죽음이 관련이 있는지 여부는 불확실하다.